# Ljubinje

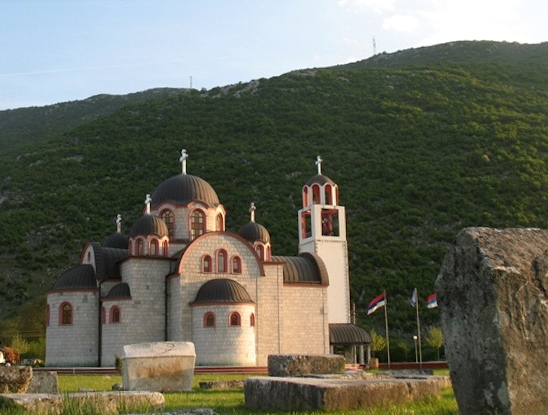
Die Serbisch-orthodoxe Christi-Geburt-Kirche im Stadtzentrum

Ljubinje (serbisch-kyrillisch Љубиње) ist eine Gemeinde in Bosnien-Herzegowina. Sie liegt im Süden der Republika Srpska und grenzt an die Gemeinden Trebinje, Bileća und Berkovići in der Republika Srpska und Stolac, Neum und Ravno in der Föderation Bosnien und Herzegowina. Die Gemeinde Ljubinje hat knapp 3.800 Einwohner auf einer Fläche von 326 km². Im Stadtzentrum steht die 1866 erbaute, Serbisch-orthodoxe Mariä-Geburt-Kirche.
Im Jahre 2000 wurde beschlossen zu Ehren Jesu Christi eine neue serbisch-orthodoxe Kirche errichten zu lassen. Am 11. Juni 2000 wurde der Grundstein des vom Architekten Ljubiša Folić gestalteten Gotteshauses gelegt. Nach 4 Jahren Bauzeit wurde die Kirche (siehe Bild oben) am 21. September 2004 eingeweiht.
Zur Gemeinde Ljubinje zählen die Dörfer Bančići, Vlahovići, Vođeni, Gleđevci, Srbac-Grablje, Gradac, Dubočica, Žabica, Žrvanj, Ivica, Kapavica, Krtinje, Kruševica, Krajpolje, Mišljen, Obzir, Pocrnje, Pustipusi, Rankovci und Ubosko.
Die Gegend um Ljubinje ist schon seit langem besiedelt und wird schon am Ende des 14. und Anfang des 15. Jahrhunderts schriftlich in Dokumenten erwähnt. Durch diese Gegend verliefen wichtige Handelsrouten aus Dubrovnik und des Neretvabeckens in Richtung Norden und Osten.